# New Queer Cinema

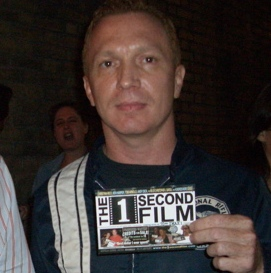
Bruce LaBruce uno degli esponenti della corrente cinematografica New Queer.

New Queer Cinema è un'espressione coniata nel 1992 dalla critica e giornalista femminista B. Rudy Rich in un articolo su "Village Voice". La giornalista analizzando la stagione cinematografica appena conclusa, notò una ricca presenza di film a tematica omosessuale.

## Storia
I film di quel periodo hanno segnato un traguardo importante per la comunità gay statunitense, e non solo. Il New Queer Cinema è riuscito a mobilitare la comunità LGBT pronta a dichiarare la propria identità anche grazie al grande schermo, riconoscendosi in un nuovo genere cinematografico lontano dai prodotti patinati e velati hollywoodiani. Le produzioni indipendenti a tematica gay sono aumentate con il proliferare di festival cinematografici a tema e con l'apertura a questo genere da parte di festival importanti, come quello di Berlino e il Sundance Film Festival.
Destinata soprattutto ad un pubblico LGBT, questa nuova corrente è riuscita a catturare l'attenzione di un pubblico più variegato, interessato a produzioni d'avanguardia o a basso costo.
Queer è nato come termine dispregiativo, ma in seguito legittimato e adottato nella comunità gay in chiave positiva. La corrente New Queer Cinema non ha delle caratteristiche ben precise, ma ha la volontà di sperimentare nuovi linguaggi e rivisitare i generi tradizionali, per rappresentare l'omosessualità senza nessun tipo di tabù, dando un'immagine positiva di gay e lesbiche. Il New Queer non privilegia nessun genere in particolare, ma spazia dalla commedia al drammatico, dal noir all'underground, toccando temi come AIDS, prostituzione, transessualità e molti altri.
Esponenti di questo nuove filone cinematografico sono registi come Todd Haynes, Gregg Araki, Tom Kalin, Derek Jarman, Gus Van Sant e molti altri. Questi registi realizzarono i loro film nel periodo in cui la comunità gay era impegnata nel far valere i propri diritti, nel pieno della crisi AIDS agli inizi degli anni ottanta e con il nascere di una politica neo-conservatrice che portò alla presidenza degli Stati Uniti Ronald Reagan ed in seguito George H. W. Bush.
Tra i primi film considerati New Queer, Mala Noche di Gus Van Sant, Swoon di Tom Kalin, The Living End di Gregg Araki, Poison di Todd Haynes. Altri registi, che possono essere considerati esponenti di questo genere, sono il taiwanese Ang Lee e il canadese Bruce LaBruce, quest'ultimo più indirizzato verso un genere underground al limite della pornografia. In campo lesbico film come Go Fish, Gia - Una donna oltre ogni limite, Due ragazze innamorate, Ho sparato a Andy Warhol, hanno lasciato il segno.

## Figure del New Queer Cinema

### Registi
- Gus Van Sant: Mala Noche, Belli e dannati, Cowgirl - Il nuovo sesso, Milk, Elephant
- Todd Haynes: Poison, Safe, Velvet Goldmine, Lontano dal Paradiso, Io non sono qui, Carol
- Jennie Livingston: Paris is Burning
- Christopher Münch: The Hours and Times
- John Cameron Mitchell: Hedwig - La diva con qualcosa in più, Shortbus - Dove tutto è permesso
- Gregg Araki: The Living End, Doom Generation, Mysterious Skin
- Tom Kalin: Swoon
- Rose Troche: Go Fish
- Isaac Julien: Young Soul Rebels
- Alex Sichel: All Over Me
- Lizzie Borden: Born in Flames, Le professioniste del peccato
- Derek Jarman: Edoardo II, Caravaggio, The Garden, Sebastiane
- Maria Maggenti: Due ragazze innamorate
- Bruce LaBruce: No Skin Off My Ass, Hustler White
- Ang Lee: I segreti di Brokeback Mountain e Banchetto di nozze
- Duncan Tucker: Transamerica

### Produttori
- Christine Vachon: Poison e Swoon
- Andrea Sperling: The Hours and Times e Doom Generation

### Attori
- Craig Gilmore: The Living End
- Craig Chester: Swoon, Ho sparato a Andy Warhol, Baciami Guido, Adam & Steve